# Gadila monodonta
Gadila monodonta är en blötdjursart som beskrevs av Victor Scarabino 1995. Gadila monodonta ingår i släktet Gadila och familjen Gadilidae. Inga underarter finns listade i Catalogue of Life.